# Piotr Młodszy Wężyk Widawski
Piotr Młodszy Wężyk Widawski (ur. 1563, zm. po 1605) – polski poeta. 

## Życiorys
Najprawdopodobniej urodził się w Widawie, która od początku XVI w. była dziedziczną siedzibą jego dziadka Jerzego i ojca Piotra. Ojciec, wychowanek Akademii Krakowskiej, był autorem parafrazy Metamorfoz Owidiusza oraz pism satyrycznych. 

## Twórczość
Piotr Widawski jest autorem poematu okolicznościowego pt. Triumf szczęśliwej porażki..., liczącego 286 wersów, który zachował się w XIX-wiecznym odpisie Bolesława Erzepkiego. W 1591 roku ożenił się. Nie wiadomo kiedy i gdzie zmarł.